# Ligne de Villeneuve-Saint-Georges à la bifurcation de Moisenay (LGV)
Cet article court présente un sujet plus développé dans : LGV Interconnexion Est et LGV Sud-Est.
La ligne de Villeneuve-Saint-Georges à la bifurcation de Moisenay (LGV) est une ligne à grande vitesse française longue de 39 km, qui relie la ligne de Paris-Lyon à Marseille-Saint-Charles, dont elle se débranche au nord de Villeneuve-Saint-Georges, à la ligne de Combs-la-Ville à Saint-Louis (LGV) à la bifurcation de Moisenay, en Seine-et-Marne. Sa mise en service partielle eut lieu en 1994 entre le triangle de Coubert, extrémité sud du raccordement d'interconnexion nord-sud (LGV), et la bifurcation de Moisenay, et en 1996 pour le tronçon de Villeneuve-Saint-Georges au triangle de Coubert. Elle longe la ligne de Paris-Bastille à Marles-en-Brie, dite « ligne de Vincennes », sur une courte section, entre Limeil-Brévannes et Villecresnes.
Elle constitue la ligne no 752 100 du réseau ferré national.